# Liste des épisodes d'Amazing Spider-Man : Nouveau et différent
Pour un article plus général, voir Liste des épisodes de Spider-Man.
La liste des épisodes d'Amazing Spider-Man : Nouveau et différent est une liste de comic books autour du personnage de Spider-Man.

## Nouveau et différent (#757 - #801)

### Scorpio et Mr. Negative
| |                                                       |                                                 |                                                 |                                                 |
| 1 (757) |                                                       |                                                 |                                                 | Décembre 2015                                   |
| | (Worldwide)                                           | Dan Slott                                       | Giuseppe Camuncoli                              |                                                 |
| A Shanghai, Spider-Man et Mockinbird poursuivent Zodiac à bord de la Spider-Mobile. Ils n'arrivent pas à le capturer, mais Peter a mis au point un antidote au poison qu'il utilise pour contrôler ses sbires. Le PDG de Parker Industries présente aux investisseurs la Fondation Oncle Ben, qui cherche à améliorer le monde grâce à des technologies vertes. De retour aux États-Unis, Peter assiste au mariage de Max Modell et d'Hector, qui est interrompu par l'attaque d'un super-criminel. Peter dit à Sajani qu'il sait qu'elle a travaillé avec la Chatte noire pour saboter certains projets.                                            |                                                       |                                                 |                                                 |                                                 |
| | (The Last Time)                                       | Peter David                                     | Will Sliney                                     |                                                 |
| Miguel O'Hara est resté bloqué dans le monde de Spidey, à l'époque contemporaine. Il arrête une attaque terroriste dans une banque, mais une petite fille meurt. Spidey trouve Miguel et lui propose un travail. |                                                       |                                                 |                                                 |                                                 |
| Remarques | L'histoire se poursuit dans Spider-Man 2099 #1.       | L'histoire se poursuit dans Spider-Man 2099 #1. | L'histoire se poursuit dans Spider-Man 2099 #1. | L'histoire se poursuit dans Spider-Man 2099 #1. |
| | (Breaking Bad)                                        | Robbie Thompson                                 | Stacy Lee                                       |                                                 |
| Alors qu'elle patrouille, Silk arrête des anciens membres de l'armée du Bouffon vert, la Goblin Nation. Elle récupère la technologie de Parker Industries qu'ils ont volés. Elle les rapporte à la Chatte noire, dont elle est devenue l'associée. |                                                       |                                                 |                                                 |                                                 |
| Remarques | L'histoire se poursuit dans Silk #1.                  | L'histoire se poursuit dans Silk #1.            | L'histoire se poursuit dans Silk #1.            | L'histoire se poursuit dans Silk #1.            |
| | (What to Expect)                                      | Dennis Hopeless                                 | Javier Rodriguez                                |                                                 |
| Spider-Woman, qui est enceinte, parle au téléphone à une amie. |                                                       |                                                 |                                                 |                                                 |
| | (Church and (Quantum) State)                          | Mike Costa                                      | David Baldeon                                   |                                                 |
| Ghost Spider, Spider-UK, le Spider-Man indien Pavitr, Peter Porker et Spider-Man Noir s'allient pour former un groupe appelé les Web Warriors. Ils voyagent d'univers en univers pour régler des problèmes qui émergent de la mort d'un Spider-Man. Ils arrivent dans l'Angleterre de 1602 et se battent contre Mysterio. |                                                       |                                                 |                                                 |                                                 |
| Remarques | L'histoire se poursuit dans Web Warriors #1.          | L'histoire se poursuit dans Web Warriors #1.    | L'histoire se poursuit dans Web Warriors #1.    | L'histoire se poursuit dans Web Warriors #1.    |
| | (The Cellar)                                          | Dan Slott et Christos Gage                      | Paco Diaz                                       |                                                 |
| La prison de Ryker's est reconstruite. Désormais appelée le Cellier, plusieurs super-criminels arrêtés par Miles Morales y sont envoyés. Toutefois, Regent, qui avait été battu, est sorti de son conteneur par une criminelle. |                                                       |                                                 |                                                 |                                                 |
| 1.1 | (Amazing Grace Part One: A Wretch Like Me)            | Jose Molina                                     | Simone Bianchi                                  |                                                 |
| Un père de famille tué par des malfrats sort de sa tombe. Peter mène l'enquête pour comprendre ce qu'il s'est passé. |                                                       |                                                 |                                                 |                                                 |
| 1.2 | (Amazing Grace Part Two: My Heart to Fear)            | Jose Molina                                     | Simone Bianchi                                  |                                                 |
| Spidey se rend à Cuba à bord d'un jet de Parker Industries pour mener son enquête là-bas. Il y rencontre un vieil homme qui ressemble à l'oncle Ben. |                                                       |                                                 |                                                 |                                                 |
| 1.3 | (Amazing Grace Part Three: Dangers, Toils and Snare)  | Jose Molina                                     | Simone Bianchi                                  |                                                 |
| Peter continue son enquête. |                                                       |                                                 |                                                 |                                                 |
| 1.4 | (Amazing Grace Part Four: Within the Veil)            | Jose Molina                                     | Simone Bianchi et Andrea Broccardo              |                                                 |
| Peter refuse de croire qu'un miracle ait pu faire sortir de sa tombe Julio. Il continue d'enquêter la veille de Noël. |                                                       |                                                 |                                                 |                                                 |
| 1.5 | (Amazing Grace Part Five: Flesh and Heart Shall Fail) | Jose Molina                                     | Simone Bianchi et Andrea Broccardo              |                                                 |
| Spidey suit Julio à la trace, mais celui-ci disparaît fréquemment. Il se rend chez Iron Man pour obtenir ses conseils. |                                                       |                                                 |                                                 |                                                 |
| 1.6 | (Amazing Grace Part Six: Lead me Home)                | Jose Molina                                     | Simone Bianchi et Andrea Broccardo              |                                                 |
| Julio meurt est enterré. Peter va à l'Eglise. |                                                       |                                                 |                                                 |                                                 |
| |                                                       |                                                 |                                                 |                                                 |
| 2 (758) | (Water Proof)                                         | Dan Slott                                       | Giuseppe Camuncoli                              | Décembre 2015                                   |
| Peter à San Francisco pour un rendez-vous avec ses investisseurs, qui lui reprochent les attaques de Zodiac sur les usines de Parker Industries. Avec Hobie Brown, qui sait qu'il est Spider-Man, ils partent à la recherche du traceur que Peter a été contraint de donner aux sbires de Zodiac lors de leur dernière attaque. |                                                       |                                                 |                                                 |                                                 |
| |                                                       |                                                 |                                                 |                                                 |
| 3 (759) | (Friendly Fire)                                       | Dan Slott                                       | Giuseppe Camuncoli                              | Janvier 2016                                    |
| Peter annonce qu'il a racheté et rénové le Baxter Building, ancienne tour des Quatre fantastiques. Cela irrite Johnny Storm, qui fonce dans le bâtiment. Spidey l'enferme dans le conteneur dans lequel il avait été pris au piège lors de sa première visite dans le bâtiment (ASM #1). Lors de la visite du bâtiment, Storm découvre que Peter a nommé Harry Osborn, qui se fait désormais appeler Harry Lyman, comme gérant de l'entreprise. Pendant ce temps, dans le pays africain Nadua, le dictateur local recrute Norman Osborn pour qu'il détruise la succursale de Parker Industries.                                                      |                                                       |                                                 |                                                 |                                                 |
| |                                                       |                                                 |                                                 |                                                 |
| 4 (760) | (High Priority)                                       | Dan Slott                                       | Giuseppe Camuncoli                              | Février 2016                                    |
| May et Jay se rendent à Nadua pour superviser l'installation de l'usine de Parker Industries. Elle produira bientôt de l'énergie verte et gratuite pour la population locale. Alors qu'ils sont au téléphone, le site est attaqué par des bombes-citrouilles de l'armée du Bouffon vert. Le village rejette l'aide de Parker Industries. Une étrange figure masquée recrute le Lézard, qui était en prison, en lui faisant miroiter la possibilité de vivre à nouveau avec Martha et Billy Connors. |                                                       |                                                 |                                                 |                                                 |
| |                                                       |                                                 |                                                 |                                                 |
| 5 (761) | (Set in Stone)                                        | Dan Slott et Christos Gage                      | Giuseppe Camuncoli                              | Février 2016                                    |
| Peter est à Londres pour proposer un partenariat entre Parker Industries et la ville. Le réseau de caméras de Londres est piraté grâce à une technologie de PI volée par Zodiac. Ses hommes de main entrent par effraction dans le British Museum pour le voler et volent un objet égyptien qui se trouvait dans la pierre de Rosette. |                                                       |                                                 |                                                 |                                                 |
| |                                                       |                                                 |                                                 |                                                 |
| 6 (762) | (The Dark Kingdom Part One: Turnabout)                | Dan Slott                                       | Matteo Buffagni                                 | Mars 2016                                       |
| Peter se rend en Chine pour gérer la succursale chinoise de Parker Industries. Martin Li est libéré de la prison à haute sécurité dans laquelle il avait été enfermé. Son armée de démons se rallie à lui. Il corrompt la Cape et l’Épée, qui mènent Spider-Man dans un traquenard. |                                                       |                                                 |                                                 |                                                 |
| |                                                       |                                                 |                                                 |                                                 |
| 7 (763) | (The Dark Kingdom Part Two: Opposing Forces)          | Dan Slott                                       | Matteo Buffagni                                 | Avril 2016                                      |
| Mr. Negative croit avoir réussi à corrompre Peter avec ses pouvoirs, mais il ignore que ses pouvoirs d'Araignée l'ont protégé. Li lui ordonne de faire toucher une carte négative à un haut dignitaire chinois lors d'un gala qui a lieu le lendemain afin de le corrompre à son tour. Harry Osborn a un repas de famille avec son ex-femme, Liz, son fils Normie et son deuxième fils, Stanley, mais ils sont attaqués par Regent. En Chine, Lian, l'ingénieure principale de la succursale chinoise de PI, propose son aide à un ennemi de Spidey en échange d'une rémunération qui lui permettra de payer les soins médicaux de sa mère mourante. |                                                       |                                                 |                                                 |                                                 |
| |                                                       |                                                 |                                                 |                                                 |
| 8 (764) | (The Dark Kingdom Part Three: Black and White)        | Dan Slott                                       | Matteo Buffagni                                 | Avril 2016                                      |
| Alors que Martin Li va profiter du gala pour attaquer les hauts dignitaires chinois qui y sont présents, Spidey arrive et défait les hommes de main de Mr. Negative. Lian, sa petite-amie, essaie de le tuer avec une des Spider-Mobiles. Spidey décide de lui donner une seconde chance si elle donne toutes les informations dont elle dispose sur Scorpio. Martin Li jure de se venger de Spider-Man. |                                                       |                                                 |                                                 |                                                 |
| |                                                       |                                                 |                                                 |                                                 |
| 9 (765) | (Scorpio Rising Part One: One Way Trip)               | Dan Slott                                       | Giuseppe Camuncoli                              | Mai 2016                                        |
| Nick Fury débarque au Baxter Building pour parler à Spider-Man dans le cadre de la traque de Scorpio. Peter a installé une rampe de lancement à fusée dans le bâtiment, et ils s'envolent dans l'espace pour utiliser les satellites du Shield pour localiser le super-criminel. L'artefact qu'il recherche se trouve à Paris. Spidey quitte la fusée et entre dans l'atmosphère. Sa combinaison prend feu mais il réussit à atterrir près de la basilique du Sacré-Coeur de Montmartre. Scorpio l'y attend, armé. |                                                       |                                                 |                                                 |                                                 |
| |                                                       |                                                 |                                                 |                                                 |
| 10 (766) | (Scorpio Rising Part Two: Power Play                  | Dan Slott                                       | Giuseppe Camuncoli                              | Juin 2016                                       |
| Anna Maria Marconi arrive de Londres pour récupérer Spider-Man après une bataille contre Scorpio sur le toit d'un TGV. L'Araignée se rend à l'emplacement localisé par le satellite du Shield où se trouve l'équipement de Scorpio. Il s'agit de l'appartement parisien de Jacobs, l'actionnaire principal de Parker Industries. |                                                       |                                                 |                                                 |                                                 |
| |                                                       |                                                 |                                                 |                                                 |
| 11 (767) | (Scorpio Rising Part Three: Signs From Above)         | Dan Slott                                       | Giuseppe Camuncoli                              | Juin 2016                                       |
| Spider-Man et Scorpio s'affrontent. Grâce à sa clef magique, le super-criminel se rend dans une salle qui lui permet de voir dans le futur. Il y voit quelque chose lié à Otto Octavius. Spidey l'enferme dans la pièce avant de savoir de quoi il parlait. |                                                       |                                                 |                                                 |                                                 |
| |                                                       |                                                 |                                                 |                                                 |
| 12 (768) | (Power Play Part 1: The Stark Contrast)               | Dan Slott                                       | Giuseppe Camuncoli                              | Juillet 2016                                    |
| Peter et Harry vont à une soirée, où ils rencontrent MJ. Celle-ci travaille désormais pour Tony Stark. Alors qu'il délivre un discours, un super-criminel du nom de Ghost l'interrompt pour essayer de tuer le PDG de Empire, Augustus Roman, une entreprise de hautes technologies, mais ce dernier résiste. Iron Man et Spidey battent Ghost, tandis qu'il est révélé que Roman est en réalité Regent. |                                                       |                                                 |                                                 |                                                 |
| |                                                       |                                                 |                                                 |                                                 |
| 13 (769) | (Power Play Part 2: Civil War Reenactment)            | Dan Slott                                       | Giuseppe Camuncoli                              | Août 2016                                       |
| Lors d'un dîner avec Betty et MJ, Harry comprend que Roman est Regent. Betty, qui est devenue journaliste, part enquêter sur l'affaire. Iron Man met à jour les lanceurs de toile de Miles Morales, ce qui crée une tension entre Stark et l'Araignée. Miles est capturé par Regent. |                                                       |                                                 |                                                 |                                                 |
| |                                                       |                                                 |                                                 |                                                 |
| 14 (770) | (Power Play Part 3: Avengers Assembled )              | Dan Slott et Christos Gage                      | Giuseppe Camuncoli                              | Août 2016                                       |
| Miles ayant été capturé par Regent, Peter et Tony Stark se rendent chez ses parents pour leur faire croire qu'il est simplement en stage chez Parker Industries et n'a pas accès au téléphone. Regent attaque et capture les Vengeurs. Roman s'entretient avec Harry et lui dit que les confrontations entre super-héros et super-criminels sont celles qui ont les conséquences les plus dramatiques ; Harry repense à la mort de Gwen et se décide à confronter Roman sur sa véritable identité. Il lui dit qu'il sait qu'il et Regent. Roman l'attaque, et Harry appelle l'Araignée à la rescousse.                                               |                                                       |                                                 |                                                 |                                                 |
| |                                                       |                                                 |                                                 |                                                 |
| 15 (771) | (Power Play Conclusion: Suit Yourself)                | Dan Slott et Christos Gage                      | Giuseppe Camuncoli                              | Septembre 2016                                  |
| Alors que Spider-Man et Iron Man ont été défaits par Regent, Mary Jane endosse le costume d'Iron Spider et se précipite sur Regent. La bataille s'engage, et Spidey se rend à la base du super-criminel pour délivrer Miles, Betty et les Vengeurs. Regent est emprisonné dans la cellule que sa propre entreprise, Empire, avait construite. Peter organise des retrouvailles avec ses proches, mais Jay, après avoir craché du sang, tombe au sol. |                                                       |                                                 |                                                 |                                                 |

### Dead no More
Cette saga se déroule à cheval entre Amazing Spider-Man et une série limitée créée pour l'occasion, appelée The Clone Conspiracy. Les numéros de la série limitée The Clone Conspiracy sont ci-dessous intégrés entre les numéros d'Amazing Spider-Man, dans l'ordre chronologique de lecture.
| |                                                                          |                                                                          |                                                                          |                                                                          |
| 16 (772) | (Before Dead No More Part One: Whatever the Cost)                        | Dan Slott                                                                | Giuseppe Camuncoli                                                       | Octobre 2016                                                             |
| Une scientifique d'une entreprise de nouvelles technologies appelée New U propose à Peter un traitement nouveau pour Jay, qui est hospitalisé à cause d'une maladie qui semble être héréditaire. Peter se rend compte que cette biotechnologie est si efficace qu'elle s'apparente à une forme supérieure de clonage. Dans un lieu inconnu, le Chacal, de retour, recommence à cloner. Il redonne à Jameson sa femme décédée, Marla. |                                                                          |                                                                          |                                                                          |                                                                          |
| |                                                                          |                                                                          |                                                                          |                                                                          |
| 17 (773) | (Before Dead No More Part Two: Spark of Life)                            | Dan Slott                                                                | R. B. Silva                                                              | Octobre 2016                                                             |
| Peter envoie Hobie Brown enquêter sur les méthodes de New U. Il apprend que l'entreprise est dirigée par le Chacal. Il se fait capturer et tuer. Il est cloné par le Chacal et a son cerveau lavé. Lors de sa communication suivante avec Peter, il lui conseille d'utiliser le traitement de New U. |                                                                          |                                                                          |                                                                          |                                                                          |
| |                                                                          |                                                                          |                                                                          |                                                                          |
| 18 (774) | (Before Dead No More Part Three: Full Otto)                              | Dan Slott                                                                | R. B. Silva                                                              | Novembre 2016                                                            |
| La conscience d'Otto, qui vit dans le Cerveau Vivant, mène discrètement l'enquête pour comprendre comment transférer à nouveau son esprit dans un corps jeune. Il essaie sur le petit-ami d'Anna Maria Marconi, mais échoue. Il finit par attaquer Peter et à s'autodétruire. La conscience d'Octopus demeure dans un petit robot en forme d'araignée. |                                                                          |                                                                          |                                                                          |                                                                          |
| |                                                                          |                                                                          |                                                                          |                                                                          |
| 19 (775) |                                                                          |                                                                          |                                                                          | Décembre 2016                                                            |
| | (Before Dead No More Part Four: Change of Heart)                         | Dan Slott                                                                | Giuseppe Camuncoli                                                       |                                                                          |
| Le Chacal ressuscite Gwen. Jay demande à voir Peter. Il veut que ce dernier lui apporte son bien le plus précieux, une petite horloge qui a été apportée d'Irlande par le premier Jameson qui s'est installé en Amérique. Spidey prend l'horloge mais il ne peut pas l'apporter à temps à Jay, qui décède. |                                                                          |                                                                          |                                                                          |                                                                          |
| | (King's Ransom)                                                          | Dan Slott                                                                | Javier Garron                                                            |                                                                          |
| Le Chacal va voir Wilson Fisk pour lui proposer un partenariat. Il ressuscite Vanessa Fisk pour l'amadouer. Fisk tue le clone de Vanessa. Alors qu'il va être tué par le Rhino, qui est aux ordres du Chacal, Spidey arrive et l'arrête. |                                                                          |                                                                          |                                                                          |                                                                          |
| |                                                                          |                                                                          |                                                                          |                                                                          |
| Clone Conspiracy #1 |                                                                          |                                                                          |                                                                          |                                                                          |
| | (Dead no More Part One: The Land of the Living)                          | Dan Slott                                                                | Jim Cheung                                                               |                                                                          |
| Peter, Mary Jane, JJJ et May assistent à l'enterrement de Jay. Peter culpabilise, car il n'a pas pu arriver à temps pour que Jay puisse transmettre son horloge à son fils. Il repense à toutes les morts qu'il a sur la conscience, et notamment celles de Ben et Gwen. Il mène une enquête et apprend que l'employé de Parker Industries qui a été traité par New U a subi une dégradation cellulaire. Il s'infiltre dans les labos de l'entreprise à San Francisco et tombe sur Miles Warren. Tous les clones qu'il rencontre activent son sens d'araignée, lorsque Gwen Stacy arrive derrière lui sans l'activer. Le docteur Octopus attaque Spider-Man. |                                                                          |                                                                          |                                                                          |                                                                          |
| | (The Night I Died)                                                       | Dan Slott                                                                | Ron Frenz                                                                |                                                                          |
| Gwen Stacy narre les dernières heures de sa vie, le jour où le Bouffon Vert l'a tuée. Quelques minutes avant sa mort, elle l'avait entendue appeler Spider-Man « Parker » et avait compris sa véritable identité. Le Chacal l'a ensuite ressuscitée à partir du corps de la véritable Gwen, ce qui signifie qu'elle n'est pas un clone mais une reconstruction de l'originale. |                                                                          |                                                                          |                                                                          |                                                                          |
| |                                                                          |                                                                          |                                                                          |                                                                          |
| 20 (776) | (Spider-Man's Superior)                                                  | Dan Slott et Christos Gage                                               | Giuseppe Camuncoli                                                       | Décembre 2016                                                            |
| Le docteur Octopus narre la manière dont il a été ramené à la vie par le Chacal à partir de la carcasse depuis laquelle son esprit avait été transféré (ASM #700). |                                                                          |                                                                          |                                                                          |                                                                          |
| Remarques | Cette histoire se déroule après les évènements de Clone Conspiracy #1.   | Cette histoire se déroule après les évènements de Clone Conspiracy #1.   | Cette histoire se déroule après les évènements de Clone Conspiracy #1.   | Cette histoire se déroule après les évènements de Clone Conspiracy #1.   |
| |                                                                          |                                                                          |                                                                          |                                                                          |
| Clone Conspiracy #2 | (Dead no More Part Two)                                                  | Dan Slott                                                                | Jim Cheung                                                               |                                                                          |
| Le Chacal fait visiter à Spider-Man son laboratoire. Pendant la visite, le capitaine Stacy, qui a été cloné, se rend compte que la Gwen Stacy à côté de laquelle il se trouve n'est pas sa véritable fille. Il s'agit en réalité de Ghost Spider, la Gwen Stacy de l'univers 65, qui était sous couverture. Kaine transporte la Gwen du Chacal jusqu'à Horizon University pour que Max Modell mette au point la gellule du Chacal qui permet aux clones de ne pas se décomposer. |                                                                          |                                                                          |                                                                          |                                                                          |
| |                                                                          |                                                                          |                                                                          |                                                                          |
| 21 (777) | (Live Another Day)                                                       | Dan Slott et Christos Gage                                               | Giuseppe Camuncoli                                                       | Janvier 2017                                                             |
| Cette histoire explique comment Kaine et la Gwen Stacy de l'univers 65 se sont rencontrés et ont mis au point un plan pour infiltrer New U. Après avoir autopsié son clone, Kaine apprend que son corps n'a plus que quelques jours à vivre avant de se décomposer. |                                                                          |                                                                          |                                                                          |                                                                          |
| Remarques | Cette histoire se déroule après les évènements de Clone Conspiracy #2.   | Cette histoire se déroule après les évènements de Clone Conspiracy #2.   | Cette histoire se déroule après les évènements de Clone Conspiracy #2.   | Cette histoire se déroule après les évènements de Clone Conspiracy #2.   |
| |                                                                          |                                                                          |                                                                          |                                                                          |
| Clone Conspiracy #3 | (Dead no More Part Three)                                                | Dan Slott                                                                | Jim Cheung                                                               |                                                                          |
| Anna Maria appelle la police pour qu'elle enquête sur New U, mais l'officier au téléphone est elle-même aux mains du Chacal. Spider-Man l'affronte, mais lors du combat, retirant son masque, il révèle le visage de Peter. Il s'agit de Ben Reilly, le clone de Peter Parker. Il lui propose de ressusciter l'oncle Ben. |                                                                          |                                                                          |                                                                          |                                                                          |
| |                                                                          |                                                                          |                                                                          |                                                                          |
| 22 (778) | (Seeing Red)                                                             | Dan Slott et Christos Gage                                               | Giuseppe Camuncoli                                                       | Février 2017                                                             |
| Ben Reilly explique à Peter son histoire. S'il s'était bien sacrifié pour lui et était mort dans ses bras la dernière fois qu'ils se sont vus, Miles Warren avait récupéré des cellules du cadavre décomposé de Reilly pour le cloner à nouveau. Peter décide d'arrêter de se battre contre Ben pour en savoir plus. |                                                                          |                                                                          |                                                                          |                                                                          |
| Remarques | Cette histoire se déroule après les évènements de Clone Conspiracy #3.   | Cette histoire se déroule après les évènements de Clone Conspiracy #3.   | Cette histoire se déroule après les évènements de Clone Conspiracy #3.   | Cette histoire se déroule après les évènements de Clone Conspiracy #3.   |
| |                                                                          |                                                                          |                                                                          |                                                                          |
| Clone Conspiracy #4 | (Dead no More Part Four)                                                 | Dan Slott                                                                | Jim Cheung                                                               |                                                                          |
| Le Chacal montre à Peter sa création : son quartier, à San Francisco, où il a ramené à la vie tous ceux qu'il n'a pas pu sauver. Ned Leeds, Sally Avril, la famille Connors, sont tous là. Pendant ce temps, Anna Maria retrouve Otto Octavius, mais ne veut rien avoir à voir avec lui. Peter dit à Ben Reilly qu'il sait pourquoi il n'a jamais ressuscité Ben Parker. Otto Octavius comprend qu'il était dans l'erreur et décide d'enclencher la décomposition de tous les clones. |                                                                          |                                                                          |                                                                          |                                                                          |
| |                                                                          |                                                                          |                                                                          |                                                                          |
| 23 (779) | (The Moment You Know)                                                    | Dan Slott et Christos Gage                                               | Giuseppe Camuncoli                                                       | Mars 2017                                                                |
| Ben Reilly laisse Spider-Man seul avec Gwen pour visiter le quartier qu'il a construit pour les clones. Peter dit à Gwen qu'il comptait lui révéler son identité secrète avant qu'elle ne soit tuée par le Bouffon vert. Gwen apprend à Peter qu'elle est morte en sachant qu'il était l'Araignée ; Peter lui demande si elle est morte en le détestant, mais elle lui répond que non. Elle l'embrasse. |                                                                          |                                                                          |                                                                          |                                                                          |
| Remarques | Cette histoire se déroule pendant les évènements de Clone Conspiracy #4. | Cette histoire se déroule pendant les évènements de Clone Conspiracy #4. | Cette histoire se déroule pendant les évènements de Clone Conspiracy #4. | Cette histoire se déroule pendant les évènements de Clone Conspiracy #4. |
| |                                                                          |                                                                          |                                                                          |                                                                          |
| Clone Conspiracy #5 | (Dead no More Part Five)                                                 | Dan Slott                                                                | Jim Cheung                                                               |                                                                          |
| Les clones commencent à se décomposer. Gwen conserve son corps plus rapidement que les autres. Peter lui dit qu'il sait reconnaître la véritable Gwen Stacy, et qu'elle n'est pas moins réelle que la véritable Gwen. Elle se sacrifie pour que Peter puisse s'échapper et retrouver Anna Maria, qui a été infectée par le virus. Peter retourne sur ses pas pour récupérer les derniers vêtements de Gwen. |                                                                          |                                                                          |                                                                          |                                                                          |
| |                                                                          |                                                                          |                                                                          |                                                                          |
| 24 (780) | (Night of the Jackals)                                                   | Dan Slott et Christos Gage                                               | Giuseppe Camuncoli                                                       | Avril 2017                                                               |
| Ben Reilly rentre chez lui et découvre que Miles Warren a revêti le costume du Chacal à nouveau. Ils se battent mais Peter met le feu à la maison et en détruit les fondations pour tuer le Chacal. Il s'enfuit lorsque la police arrive, se demandant ce qu'il va devenir. |                                                                          |                                                                          |                                                                          |                                                                          |
| Remarques | Cette histoire se déroule après les évènements de Clone Conspiracy #5.   | Cette histoire se déroule après les évènements de Clone Conspiracy #5.   | Cette histoire se déroule après les évènements de Clone Conspiracy #5.   | Cette histoire se déroule après les évènements de Clone Conspiracy #5.   |
| |                                                                          |                                                                          |                                                                          |                                                                          |

### De Osborn Identity à Go Down Swinging
| 25 (781) |                                                                              |                                                                              |                                                                              | Mai 2017                                                                     |
| | (The Osborn Identity Part One: Bug Hunt)                                     | Dan Slott                                                                    | Stuart Immonen                                                               |                                                                              |
| Accompagné de Mockingbird (Bobbi Morse) et de la Tarentule, Spider-Man traque Norman Osborn dans un vaste tunnel souterrain au Mexique, mais ne le trouve pas. Peter se recueille sur la tombe de son oncle et lui dit à quel point il a été douloureux de revoir George et Gwen Stacy. Il prend l'avion avec Bobbi pour continuer la traque d'Osborn, et lui propose qu'ils sortent ensemble, mais il apprend que May et Harry sont à bord de l'avion. Lors du gala de la Fondation Oncle Ben, un sniper va tuer Harry quand Spidey le met K.O.                                                                          |                                                                              |                                                                              |                                                                              |                                                                              |
| | (Police and Thieves)                                                         | Christos Gage                                                                | Todd Nauck                                                                   |                                                                              |
| Spidey se bat contre Clayton, qui a renfilé son costume de Clash pour voler des laboratoires de hautes technologies. Il s'enfuit. |                                                                              |                                                                              |                                                                              |                                                                              |
| | (The Superior Octopus)                                                       | Dan Slott                                                                    | Giuseppe Camuncoli                                                           |                                                                              |
| Ayant transféré son esprit dans celui de Ben Reilly, Octavius prépare un plan pour revenir plus fort que jamais. Il prend le contrôle d'un laboratoire et se fait créer un nouveau costume d'Araignée avec des bras mécaniques. Il se fait appeler l'« Octopus Supérieur ». |                                                                              |                                                                              |                                                                              |                                                                              |
| |                                                                              |                                                                              |                                                                              |                                                                              |
| 26 (782) | (The Osborn Identity Part Two: Bug Hunt)                                     | Dan Slott                                                                    | Stuart Immonen                                                               | June 2017                                                                    |
| Silver Sable, que l'Araignée croyait morte, arrive et lui reproche d'avoir interféré avec ses plans pour tuer Norman Osborn. Ce dernier protège Harry de l'attaque sur le toit du bâtiment, et Spidey part à sa poursuite avec Mockingbird. Il apprend que le Bouffon vert contrôle le gouvernement de Symkaria, et décide de lancer une attaque contre lui. |                                                                              |                                                                              |                                                                              |                                                                              |
| |                                                                              |                                                                              |                                                                              |                                                                              |
| 27 (783) | (The Osborn Identity Part Three: A Private War)                              | Dan Slott                                                                    | Stuart Immonen                                                               | Juillet 2017                                                                 |
| Spidey lance l'attaque. Silver Sable, qui est originaire de Symkaria, rallie le peuple du pays à leur cause. Le Shield et les actionnaires de Parker Industries n'apprécient pas que l'entreprise soit mêlée à ce qu'ils considèrent comme un coup d’État. Norman Osborn prépare son armée à la guerre. |                                                                              |                                                                              |                                                                              |                                                                              |
| |                                                                              |                                                                              |                                                                              |                                                                              |
| 28 (784) | (The Osborn Identity Part Four: One-On-One)                                  | Dan Slott                                                                    | Stuart Immonen                                                               | Août 2017                                                                    |
| L'Araignée poursuit Norman Osborn dans son château, mais ce dernier fait respirer à Spidey des produits chimiques qui désactivent ses pouvoirs ainsi que son armure. Ils doivent se battre à mains nues. Norman dit à Spider-Man qu'il n'avait aucune raison de venir en Symkaria pour se confronter à lui, car il ne lui avait rien fait ; Peter repense à la mort de Gwen et se rue sur Osborn. Il réussit à s'échapper et laisse Spidey inconscient. |                                                                              |                                                                              |                                                                              |                                                                              |
| |                                                                              |                                                                              |                                                                              |                                                                              |
| 29 (785) | (Secret Empire Part One: Rightful Ruler)                                     | Dan Slott et Christos Gage                                                   | Stuart Immonen                                                               | Août 2017                                                                    |
| Peter est invité à la télévision pour défendre son action en Symkaria. L'interview est interrompue par une attaque par des aliens Chitauri. Spidey retourne à Parker Industries mais est attaqué par des agents d'Hydra déguisés en employés. Il retrouve Spider-Octopus dans son bureau, qui lui demande de lui transférer la propriété de Parker Industries. Alors qu'ils commencent à se battre, Iron Man appelle tous les Vengeurs à se rassembler. |                                                                              |                                                                              |                                                                              |                                                                              |
| |                                                                              |                                                                              |                                                                              |                                                                              |
| 30 (786) | (Secret Empire Part Two: Master Planning)                                    | Dan Slott et Christos Gage                                                   | Stuart Immonen                                                               | Septembre 2017                                                               |
| Spider-Man et Bobbi Morse se mettent en couple. Spider-Man appelle les robots de Parker Industries pour lutter contre Spider-Octavius, qui arrive à Shanghai pour prendre le contrôle des laboratoires asiatiques de l'entreprise. Lors de leur confrontation au sommet du building, les robots de PI n'obéissent pas à Peter mais à Otto. |                                                                              |                                                                              |                                                                              |                                                                              |
| |                                                                              |                                                                              |                                                                              |                                                                              |
| 31 (787) | (Secret Empire Part Three: End of an Empire)                                 | Dan Slott                                                                    | Stuart Immonen                                                               | Octobre 2017                                                                 |
| Alors qu'Octavius va prendre le contrôle des technologies de Parker Industries, Peter apparaît sur tous les écrans de la firme pour leur annoncer qu'il faut détruire toutes les recherches et tous les projets qui s'y trouvent, au risque qu'Octavius ne puisse s'en servir pour faire le mal. Il s'échappe et est reçu au QG d'Hydra comme un héros pour avoir détruit Parker Industries. |                                                                              |                                                                              |                                                                              |                                                                              |
| |                                                                              |                                                                              |                                                                              |                                                                              |
| 32 (788) | (Personal Demon)                                                             | Dan Slott                                                                    | Greg Smallwood                                                               | Novembre 2017                                                                |
| Norman Osborn fait un pèlerinage au Tibet pour se rendre dans un temple qui devrait lui permettre de retrouver la personnalité du Bouffon vert qui, avant, l'habitait et le tourmentait. |                                                                              |                                                                              |                                                                              |                                                                              |
| |                                                                              |                                                                              |                                                                              |                                                                              |
| 33 (789) | (Fall of Parker - Part 1: Top to Bottom)                                     | Dan Slott                                                                    | Stuart Immonen                                                               |                                                                              |
| Parker Industries est en train d'être revendu à la découpe sur les marchés. Harry et Liz se remettent ensemble, tandis que Peter va vivre momentanément sur le canapé de Bobbi Morse. Une fête est donnée pour l'anniversaire de Flash, mais Peter n'a pas la tête à s'y rendre. |                                                                              |                                                                              |                                                                              |                                                                              |
| |                                                                              |                                                                              |                                                                              |                                                                              |
| 34 (790) | (Fall of Parker - Part 2: Breaking Point)                                    | Dan Slott et Christos Gage                                                   | Stuart Immonen                                                               |                                                                              |
| Clayton commet des vols dans le labo de Parker Industries. Le Bugle écrit des articles violents contre Peter. Robbie lui propose de l'embaucher, non pas comme photographe, mais en tant qu'expert en science. |                                                                              |                                                                              |                                                                              |                                                                              |
| |                                                                              |                                                                              |                                                                              |                                                                              |
| 35 (791) | (Fall of Parker - Part 3: Back to Ground)                                    | Dan Slott                                                                    | Stuart Immonen                                                               |                                                                              |
| Harry est recruté chez Alchemax, tandis que Peter obtient de faire un reportage sur les technologies de l'entreprise où travaille Bobbi Morse. Son sens d'araignée lui apprenant qu'il y a un danger dans ce labo, il y retourne la nuit même avec Mockinbird. |                                                                              |                                                                              |                                                                              |                                                                              |
| |                                                                              |                                                                              |                                                                              |                                                                              |
| 36 (792) | (Venom Inc. Part Two)                                                        | Dan Slott et Mike Costa                                                      | Ryan Stegman                                                                 |                                                                              |
| Spidey essaie de contenir le symbiote avec Anti-Venom. Quelqu'un suit Betty Brant dans la rue. La Chatte noire fusionne avec le symbiote. |                                                                              |                                                                              |                                                                              |                                                                              |
| |                                                                              |                                                                              |                                                                              |                                                                              |
| 37 (793) | (Venom Inc. Part Four)                                                       | Dan Slott et Mike Costa                                                      | Ryan Stegman                                                                 |                                                                              |
| Spidey, qui a fusionné avec le symbiote, se rend au Daily Bugle et terrorise la rédaction. Anti-Venom arrive et ils se battent dans la neige. Spidey est délivré du symbiote. |                                                                              |                                                                              |                                                                              |                                                                              |
| Remarques | Cette histoire se déroule après les évènements d'ASM Annual #41.             | Cette histoire se déroule après les évènements d'ASM Annual #41.             | Cette histoire se déroule après les évènements d'ASM Annual #41.             | Cette histoire se déroule après les évènements d'ASM Annual #41.             |
| |                                                                              |                                                                              |                                                                              |                                                                              |
| 38 (794) | (Threat Level: Red - Part 1: Last Chance)                                    | Dan Slott et Christos Gage                                                   | Stuart Immonen                                                               |                                                                              |
| Un an après avoir été enfermé, Scorpio réussit à s'échapper. Il cherche à récupérer sa clef du zodiac, mais Spidey l'en empêche. Ils se battent du haut de Big Ben. |                                                                              |                                                                              |                                                                              |                                                                              |
| |                                                                              |                                                                              |                                                                              |                                                                              |
| 39 (795) | (Threat Level: Red - Part 2: The Favor)                                      | Dan Slott et Christos Gage                                                   | Mike Hawthorne                                                               |                                                                              |
| May invite Bobbi Morse à dîner, mais celle-ci lui apprend que Peter et elle ont cassé. Spidey se rend chez docteur Strange, mais il n'y trouve que Loki. Pendant ce temps, Norman Osborn fusionne avec Carnage. |                                                                              |                                                                              |                                                                              |                                                                              |
| |                                                                              |                                                                              |                                                                              |                                                                              |
| 40 (796) | (Threat Level: Red - Part 3: The Priorities)                                 | Dan Slott                                                                    | Mike Hawthorne                                                               |                                                                              |
| Peter emmène son équipe du Bugle visiter le nouveau laboratoire d'Alchemax. Il y croise Mary Jane, qui travaille toujours pour Tony Stark. L'exposition fait l'objet d'une attaque par un bouffon. |                                                                              |                                                                              |                                                                              |                                                                              |
| Remarques | Cette histoire se déroule après les évènements de Spectacular Spider-Man #6. | Cette histoire se déroule après les évènements de Spectacular Spider-Man #6. | Cette histoire se déroule après les évènements de Spectacular Spider-Man #6. | Cette histoire se déroule après les évènements de Spectacular Spider-Man #6. |
| |                                                                              |                                                                              |                                                                              |                                                                              |
| 41 (797) | (Go Down Swinging - Part 1: The Loose Thread)                                | Dan Slott                                                                    | Stuart Immonen et Alex Ross                                                  |                                                                              |
| Peter et MJ s'embrassent, mais MJ se rappelle pourquoi elle ne veut pas rester avec Peter. Norman Osborn épie Peter, MJ et la famille d'Harry. Il enfile son ancien costume et, se rappelant qu'il a fait passer à Peter la pire journée de sa vie en tuant Gwen Stacy, se prépare à faire pire encore. Il commence par tuer le Hobgoblin. |                                                                              |                                                                              |                                                                              |                                                                              |
| |                                                                              |                                                                              |                                                                              |                                                                              |
| 42 (798) | (Go Down Swinging - Part 2: The Rope-A-Dope)                                 | Dan Slott                                                                    | Stuart Immonen                                                               |                                                                              |
| Le Bouffon vert se rend au Bugle où il pose une bombe qui doit exploser dans dix minutes. Il dit à Peter de faire venir Spider-Man ; lorsqu'il arrive, il lui révèle qu'il se souvient qu'il est Peter Parker. Une bataille s'engage au sommet du bâtiment, mais alors que Peter croit avoir tué Norman, celui-ci utilise le symbiote Carnage pour se relever. |                                                                              |                                                                              |                                                                              |                                                                              |
| |                                                                              |                                                                              |                                                                              |                                                                              |
| 43 (799) | (Go Down Swinging - Part 3: The Ties that Bind)                              | Dan Slott                                                                    | Stuart Immonen                                                               |                                                                              |
| Peter demande à Miles de protéger May, à la Torche humaine de garder un œil sur Mary Jane, et à Clash de protéger la famille Osborn. Malheureusement, l'ex de Harry, Emma Osborn, les a déjà enlevés. Miles et Silk affrontent Osborn mais se font battre facilement. Peter enfile son costume, mais Osborn a déjà fait fusionner son petit-fils Normie avec Carnage. |                                                                              |                                                                              |                                                                              |                                                                              |
| |                                                                              |                                                                              |                                                                              |                                                                              |
| 44 (800) | (Go Down Swinging - Part 4: No Holds Barred)                                 | Dan Slott                                                                    | Stuart Immonen                                                               |                                                                              |
| Alors que le Bouffon va attaquer Mary Jane à la Stark Tower, Venom arrive pour la protéger. Normie se rend chez tante May pour l'attaquer, mais Spider-Octavius l'arrête à temps. Pour avoir une chance de battre Osborn, Peter accepte de fusionner à nouveau avec le symbiote de Venom. Le Bouffon tue Flash Thompson alors que, revêtant son costume d'Anti-Venom, il sauve Peter. Spider-Man bat le Bouffon vert. JJJ arrive avec un pistolet et tire sur le Bouffon, mais Spidey s'interpose et prend la balle. Norman est jeté dans une cellule spéciale pour super-criminels et perd la raison. Flash est enterré. |                                                                              |                                                                              |                                                                              |                                                                              |
| |                                                                              |                                                                              |                                                                              |                                                                              |
| 45 (801) | (There for You)                                                              | Dan Slott                                                                    | Marcos Martín                                                                |                                                                              |
| Trois semaines après avoir été piqué par l'Araignée, Spider-Man a commencé à devenir le justicier masqué que l'on connaît. Il sauve la vie d'un homme. Il le retrouve, plus d'une décennie plus tard, et le remercie d'avoir changé sa vie. |                                                                              |                                                                              |                                                                              |                                                                              |
| |                                                                              |                                                                              |                                                                              |                                                                              |

- Cet article est partiellement ou en totalité issu de l'article intitulé « Liste des épisodes de Spider-Man » (voir la liste des auteurs).